# لووفلوکساسین
لووفلوکساسین (به انگلیسی: Levofloxacin)
نام تجاری: Tavanic – تولید شرکت سانوفی فرانسه
رده درمانی: فلوروکینولون، آنتی‌بیوتیک
اشکال دارویی: قرص، انفوزیون، قطره

## موارد مصرف
لووفلوکساسین ضد باکتری وسیع الطیف از نسل سوم فلوروکینولونها است که بر روی باکتری‌های گرم مثبت و گرم منفی هوازی و برخی بی‌هوازی‌های حساس به دارو مؤثر است. همچنین در درمان استافیلوکوک، استرپتوکوک حساس به دارو، سینوزیت، هموفیلوس آنفلوانزا، برونشیت، کلبسیلا پنومونیه، کلامیدیا پنومونیه، مایکوپلاسما پنومونیه، لژیونلا پنومونیه، عفونت‌های پوستی بدون عارضه تا خفیف، پیلونفریت حاد خفیف تا متوسط، عفونت‌های دستگاه ادراری عارضه دار خفیف تا متوسط ناشی از انتروکوک فکالیس، اشرشیاکلی، سودوموناس آئروژینوزا، کلبسیلا پنومونیه، پروتئوس میرابیلیس و همچنین در پروستاتیت باکتریال حاد و مزمن کاربرد دارد.
لووفلوکساسین به عنوان درمان خط اول پروستاتیت باکتریال توصیه شده است.

## مکانیسم اثر
لووفلوکساسین یک آنتی‌بیوتیک از گروه فلوروکینولونها است که با جلوگیری از تکثیر DNA باکتری باعث مرگ آنها می‌شوند. به سرعت از راه خوراکی جذب می‌شود و نیمه عمر دفعی آن بین ۶ تا ۸ ساعت است و عمدتاً از طریق ادرار دفع می‌شود.

## تداخلات دارویی
با مصرف داروهای ضد التهابی غیر استروئیدی و کورتیکواستروئیدها، منیزیم، آلومینیوم، کلسیم، آهن، روی، سوکرالفیت، تئوفیلین تداخل دارد.

## عوارض جانبی
تهوع، استفراغ، اسهال، سردرد، بی خوابی، لرزش، کولیت سودوممبرانوس، واژینیت، کاندیدیازیس، کاهش پتاسیم، افزایش فاصله QT در نوار قلب، حساسیت.
در صورت مصرف همزمان لووفلوکساسین با نیترو ایمیدازولها، سفالوسپورین‌ها و ماکرولیدها عوارض بیشتری از خود نشان می‌دهد.

## موارد منع مصرف
در افراد زیر ۱۸ سال به دلیل پارگی تاندون آشیل و اختلال در اعصاب مرکزی منع مصرف دارد و در افراد بالای ۶۰ سال با احتیاط فراوان مصرف شود.
حساسیت شخص به دارو یا مشتقات آن، بیماران مبتلا به اختلالات CNS اعصاب و صرع.
ازدیاد حساسیت به ضد باکتری‌های کینولون
بارداری در رده C قرار دارد و در شیر مادر ترشح می‌شود.

## مقدار مصرف
روزانه یک قرص ۵۰۰ میلی‌گرم (هر ۲۴ ساعت)
پروستاتیت مزمن باکتریال روزانه یک قرص ۵۰۰ میلی‌گرم به مدت ۲۸ روز

## تولید در ایران
تولید داروی لووفلوکساسین در ایران توسط چند شرکت داروسازی انجام می‌شود که از مطرج‌ترین آن‌ها می‌توان به موارد زیر اشاره نمود.
- شرکت داروسازی خوارزمی (با نام تجاری تافکس سیدال 500)
- شرکت داروسازی عبیدی (با نام تجاری تاوانکس 500)
- شرکت داروسازی روناک (با نام تجاری ولاتریکس 500)
- شرکت داروسازی ثنامد (لووفلوکساسین 500 و 750)
- شرکت داروسازی اکتوورکو (با نام تجاری تیووکسا 500 و 750)
- شرکت داروسازی جالینوس (لووفلوکساسین 500)

## اشکال دارویی
قرص ۵۰۰ میلی‌گرم
انفوزیون وریدی ۷۵۰ میلی‌گرم
قطره چشمی